# European Christian Convention
Die European Christian Convention (ECC) ist eine Non-Profit-Organisation nach belgischem Recht mit dem Ziel, den europäischen Dialog christlicher Organisationen zu fördern.

## Geschichte
Im Mai 2015 kamen 60 Teilnehmer aus etwa 20 europäischen Ländern in Bad Boll (Baden-Württemberg) zusammen, um die Idee einer Europäischen Christlichen Vereinigung zu diskutieren und ein Koordinationsteam mit der Vorbereitung eines Zusammenschlusses christlicher Organisationen Europas zu beauftragen. Im Juni 2016 versammelte sich dieses Team in Kappel am Albis (Schweiz), um die Gründung der Vereinigung zu beraten und einen vorläufigen Vorstand zu benennen.
Die ECC wurde im Januar 2017 als Vereinigung nach belgischem Recht als AISBL (Non-Profit-Organisation) registriert. Die erste ordentliche Mitgliederversammlung fand im Mai 2017 in Berlin-Grünau statt, bei der die Vereinsziele formuliert und der Vorstand gewählt wurde.
Am Kirchentag in Berlin nahm das ECC an einer Veranstaltung mit dem Titel Eine Seele für Europa teil. Bei der Vorstandssitzung im November 2017 in Konstanz wurde das Positionspapier erarbeitet und die die Erklärung Für den gemeinsamen Geist für Europa erarbeitet, die im Dezember formell angenommen wurde.

## Vorstandsmitglieder
Peter Annegarn (Belgien, Katholik), Christina Aus der Au (Schweiz, Reformiert), Jeannette Behringer (Schweiz, Katholikin), Alexei Bodrov (Russland, Orthodox), Annika Foltin (Deutschland, Lutheranerin), Sven Giegold (Deutschland, MdEP, Lutheraner), Rebekka Højmark-Svenningsen (Dänemark, Lutheranerin), Katerina Karkala-Zorba (Griechenland, Orthodoxe), Jari Kupiainen (Finnland, Lutheraner), Balázs Mesterházy (Ungarn, Lutheraner), Holger Müller (Deutschland, evangelisch), Leslie Nathanael (Großbritannien, Anglikaner),  Krsto Stanisic (Montenegro, Orthodox), Jérôme Vignon (Frankreich, Katholik)

## Mitglieder der ECC (2020)
- Zentrum Ökumene, Weißrussland
- Zentrum für Kirchenentwicklung (ZKE), Universität Zürich, Schweiz
- Zentralkomitee der deutschen Katholiken e.V. (ZDK), Deutschland
- Church and Peace
- Colloquium Europäischer Pfarrgemeinden (CEP), Malta
- Danske Kirkers Råd (The National Council of Churches in Denmark)
- Deutscher Evangelischer Kirchentag (DEKT), Deutschland
- Eurodiaconia, Belgien
- Europäisches Laienforum, Europa
- Evangelisch-reformierte Kirche des Kantons St. Gallen, Schweiz
- Evangelisch-Lutherische Kirchengemeinde Ottensen (Ev. Kirche Hamburg-Ottensen-Altona), Deutschland
- Evangelisch-methodistische Kirche, Deutschland
- Evangelisch-reformierte Kirche Schweiz
- Fellowship of European Broadcasters, Europa
- Kirkkopalvelut ry (Finnischer Kirchentag), Finnland
- Lettische Christliche Akademie, Lettland
- Evangelisch-Lutherische Kirche in Ungarn und Jugendpfadfinderprojekt „Szélrózsa“, Ungarn
- Missionsakademie an der Universität Hamburg, Deutschland
- Europäisch-Festländische Provinz der Brüderunität, Niederlande
- Oikosnet Europe
- Orthodoxe Akademie von Kreta, Griechenland
- Evangelisch-reformierte Landeskirche des Kantons Zürich, Schweiz
- St. Andrew’s Biblical Theological Institute, Russland
- Stiftung Ökumene, Deutschland
- Evangelisch-Augsburgische Kirche in Polen
- The Meeting Place, Wymington, England, United Kingdom
- Sigtunastiftelsen (The Sigtuna Foundation), Schweden
- Christlicher Studenten-Weltbund – Europa